# أم عزة
  أم عزة (بالإنجليزية: OUMAZZA)‏ هي جماعة قروية تابعة لعمالة الصخيرات تمارة ضمن جهة الرباط سلا زمور زعير بالمغرب.  بلغ مجموع عدد سكان   أم عزة حسب إحصاءات 2004 حوالي 10530 نسمة  يعيشون في 2249 أسرة.

## إحصاء عام
| السنة | عدد السكان | عدد الأسر | عدد الأجانب |
| ----- | ---------- | --------- | ----------- |
| 1994  | 8204       | 1500      | °°°°        |
| 2004  | 10530      | 2249      | 5           |